# Mamuka Gorgodze
Mamuka Gorgodze, მამუკა გორგოძე (ur. 14 lipca 1984 r. w Tbilisi) – gruziński rugbysta występujący na pozycji rwacza lub wiązacza. Reprezentant kraju, czterokrotny uczestnik pucharu świata.
Powszechne uznanie przyniosła mu jego siła, z której korzysta zarówno podczas ataków z piłką, jak i podczas walki w przegrupowaniach.

## Kariera klubowa
Zamieniwszy w wieku 17 lat koszykówkę na rugby, Gorgodze rozpoczął treningi w tbiliskim klubie Lelo. W 2005 roku przeniósł się do Francji, gdzie związał się z klubem Montpellier Hérault Rugby. W drużynie z Langwedocji wyrobił sobie renomę jako jeden z najsilniejszych i najlepszych w kraju zawodników na swojej pozycji.
Jesienią 2008 roku, kiedy Gorgodze rozpoczął ostatni rok obowiązywania dotychczasowego kontraktu, osiągnął wstępne porozumienie dotyczące jego przenosin do CA Brive. Niemniej zawodnik pozostał w Montpellier, gdyż klub ten zrealizował wartą 200 tys. euro klauzulę w nowym kontrakcie. Podobna sytuacja zdarzyła się kilka lat później. W styczniu 2011 roku Gorgodze podpisał wstępny kontrakt z RC Toulonnais, jednak później przedłużył umowę z dotychczasowym klubem o trzy lata. Sprawa trafiła do trybunału arbitrażowego, jednak Gruzin pozostał zawodnikiem Montpellier.
Sezon 2010/2011 zawodnicy z Hérault zakończyli na drugim miejscu podium po tym, jak w finale rozgrywek ulegli Stade Toulousain.
Po zamknięciu sezonu 2011/2012 Gorgodze otrzymał zaproszenie do legendarnej drużyny Barbarian F.C., w której barwach wystąpił w spotkaniach z Irlandią i Walią. Został tym samym czwartym Gruzinem, który reprezentował Barbarians. Raz jeszcze tradycyjną koszulkę w biało-czarne pasy przywdział w czerwcu 2014 roku, w meczu z Anglią.
Wobec kończącego się latem 2014 roku kontraktu z Montpellier, Gruzin miał możliwość zmiany klubu. Mimo zainteresowania ze strony ASM Clermont Auvergne i USA Perpignan, Gorgodze zdecydował się na transfer to RC Toulonnais. Debiutancki sezon w drużynie Tulonu choć obfity w zdobycze drużynowe (m.in. tytuł w rozgrywkach European Rugby Champions Cup), nie był dla Gorgodze udany pod względem indywidualnych osiągnięć. Gruzina nękały liczne kontuzje – w meczu przygotowawczym uszkodził więzadła krzyżowe w prawym kolanie, zaś w pierwszym meczu po zaleczeniu kontuzji podobnego urazu doznał w drugiej nodze.
Gorgodze zakończył karierę sportową wiosną 2020 roku po tym, jak sezon 2019/2020 w Top 14 został przedwcześnie zakończony z powodu pandemii COVID-19.

## Kariera reprezentacyjna
Gorgodze debiutował w reprezentacji Gruzji w meczu z Hiszpanią, który rozegrano 22 lutego 2003 r. Dwa lata później znalazł się w składzie reprezentacji, która rywalizowała w Pucharze Świata we Francji (rozegrał trzy mecze). Podobnie cztery lata później, kiedy w Nowej Zelandii wystąpił w czterech spotkaniach fazy grupowej. Podczas kolejnej edycji Gorgodze pełnił funkcję kapitana.
Równocześnie Gorgodze regularnie brał udział w Pucharze Narodów Europy, które to rozgrywki Gruzini zdominowali, wygrywając m.in. pięć kolejnych edycji w latach 2011–2015.
W maju 2017 roku ogłosił zakończenie reprezentacyjnej kariery. Pomimo tego liczne kontuzje w drużynie sprawiły, że otrzymał powołanie na Puchar Świata w Rugby 2019. Definitywnie zakończył występy w kadrze narodowej wraz z końcem turnieju.

## Wyróżnienia
- Oscar Midi olympique dla najlepszego obcokrajowca w sezonie 2010/2011[27]
- Oscar Midi olympique dla najlepszego zawodnika roku 2012[28]
- Sportowiec Roku 2011 w Gruzji[29]